# Infest (албум)
Infest је други албум калифорнијског рок бенда Папа роуч. Издат је 25. априла 2000. и са 3 милиона продатих копија је постао 20. најпродаванији албум у 2000. години у САД. Широм света је продато више од 7 милиона копија.

## Песме
1. "Infest" - 4:09
2. "Last Resort" - 3:20
3. "Broken Home" - 3:41
4. "Dead Cell" - 3:06
5. "Between Angels and Insects" - 3:54
6. "Blood Brothers" (замењена песмом "Legacy" на цензурисаној верзији) - 3:34
7. "Revenge" - 3:42
8. "Snakes" - 3:29
9. "Never Enough" - 3:35
10. "Binge" - 3:47
11. "Thrown Away" (укључује скривену песму "Tightrope") - 9:36

Бонус песме
1. "Legacy" - 3:04
2. "Dead Cell" (уживо) - 3:51
3. "Last Resort" (спот) - 3:20